# راکیتنا (استان بلاگووگراد)
راکیتنا (به بلغاری: Rakitna) یک منطقهٔ مسکونی در بلغارستان است که در استان بلاگووگراد واقع شده‌است.